# Visa vid Vindens Ängar (musikalbum)
Visa vid Vindens Ängar är ett studioalbum av den vitrysk-norska sångaren Alexander Rybak. Det gavs ut den 15 juni 2011 och innehåller 10 låtar. På albumet har Rybak samarbetat med Mats Paulson och det är helt på svenska.

## Låtlista
| Nr  | Titel                   | Längd |
| --- | ----------------------- | ----- |
| 1.  | Träden i Villa Borghese | 3:16  |
| 2.  | Din första kyss         | 3:14  |
| 3.  | Resan till dig          | 4:01  |
| 4.  | Visa vid vindens ängar  | 2:52  |
| 5.  | En katt på min kudde    | 3:31  |
| 6.  | Den lyssnande blomman   | 2:43  |
| 7.  | Maria                   | 3:29  |
| 8.  | I ditt sommarhus        | 2:54  |
| 9.  | Till en vildmarkspoet   | 4:00  |
| 10. | Jag föddes ur havet     | 4:27  |

## Listplaceringar
| Lista   | Topplacering |
| ------- | ------------ |
| Norge   | 7            |
| Sverige | 40           |